# Merlot
Pour les articles ayant des titres homophones, voir Merlaux et Merlo.
Pour les articles homonymes, voir Merlot (chanteur).
Le merlot N, ou simplement merlot dans le langage courant, est un cépage de cuve noir français. Utilisé traditionnellement dans le Bordelais, ses qualités lui ont permis de gagner le vignoble du sud-ouest et du Languedoc-Roussillon. Expatrié en Italie et en Suisse, il l'est également dans les pays producteurs comme les États-Unis (Californie), l'Afrique du Sud, le Chili ou encore l'Argentine.
Cépage d'assemblage à Bordeaux, il apporte rondeur et tanins souples à l'austérité du cabernet sauvignon jeune. Sa culture prépondérante dans certains domaines du vignoble du Libournais ont conduit à essayer de le vinifier seul. Les résultats très intéressants en ont fait un des principaux acteurs en vin de cépage.

## Origine

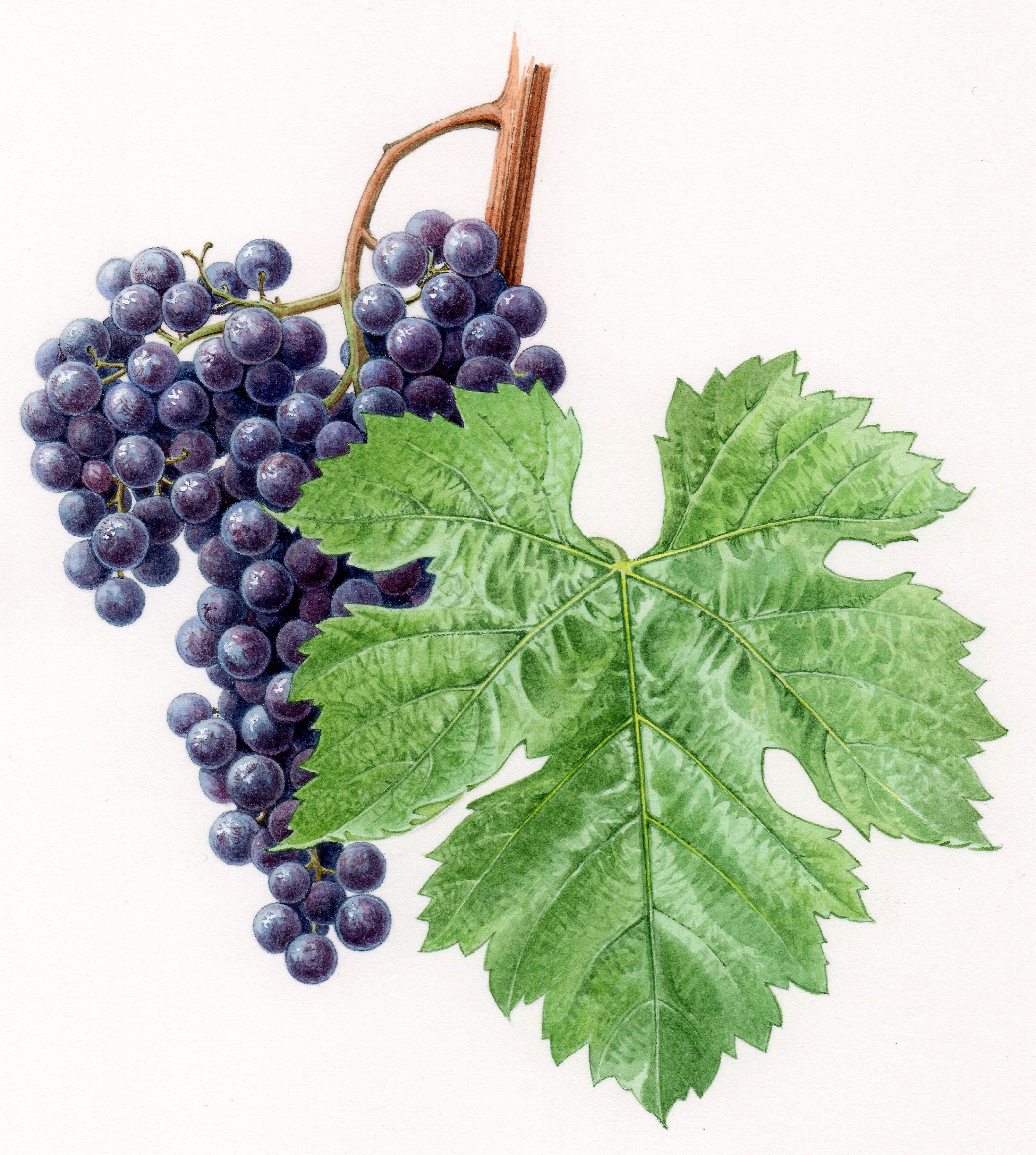
Grappe et feuille de merlot.

### Historique
Il fait partie de la famille des Carmenets. Il pourrait venir du vignoble du Libournais où il est cité pour la première fois en tant que "merlau". Son nom pourrait provenir du merle (en occitan, le merlòt est un petit merle) par sa couleur noire comme les merles, ou du goût de ces derniers pour le raisin.
Il n'est formellement identifié comme cépage qu'au XVIIIe siècle. Il apparaît en 1789 dans la collection du jardin du Luxembourg sous le nom de bigney rouge. 
Sa sensibilité vis-à-vis de la coulure en fait un cépage de seconde catégorie. C'est le phylloxéra qui va provoquer son essor. Le greffage du malbec N donne une grosse production de raisins, aqueux et très sensible à la pourriture. C'est donc le merlot N qui va lui succéder pour apporter rondeur, finesse et complexité au cabernet-sauvignon N. La sélection clonale va améliorer sa régularité de production dans les années 60. Il devient alors un cépage facile à cultiver et à vinifier, donnant un vin complexe, facile à boire et qui ne nécessite pas de long vieillissement, même s'il se conserve longtemps.
Son homogénéité morphologique prouve une origine récente: en ampélographie, un cépage créé il y a deux ou trois siècles est jeune en comparaison de certains cépages connus depuis les Romains. La preuve en est apportée en 2009. Une équipe de génétique de l'Université de Californie à Davis et de l'INRA de Montpellier a trouvé l'origine génétique du merlot N. Il s'agit d'un métissage intraspécifique entre le cabernet franc N et la magdeleine noire des Charentes N. Le merlot est donc le plus jeune cépage bordelais.

### Aire de répartition
Il est devenu au cours des années 2000-2010, le premier cépage rouge mondial avec près de 250 000 hectares, avant de céder à nouveau sa première place au cabernet sauvignon (341 000 ha contre 266 000 ha en 2017).
Sa diffusion dans le monde viticole et le volume de production devraient continuer à croître au cours des prochaines années, notamment en Argentine et en Chine.

#### France

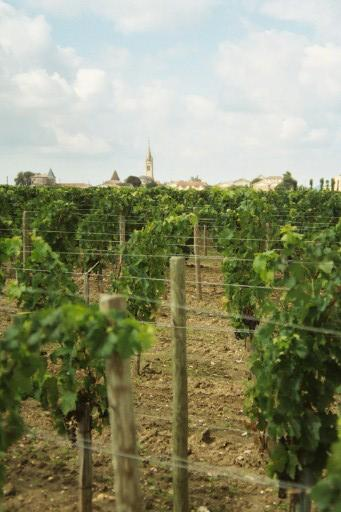
Vignoble de Pétrus, un domaine planté à 95 % de merlot.

La surface plantée dans le vignoble français est aujourd'hui supérieure à 100 000 ha, dont environ 68 000 ha dans le Bordelais et le Sud-Ouest et 25 000 ha en Languedoc-Roussillon, ce qui en fait le cépage le plus cultivé en France (source : recensement agricole 2000).
En France il est surtout présent dans le Bordelais, le Sud-Ouest en AOC (il donne leur rondeur aux assemblages du cahors), et dans le Languedoc-Roussillon en vin de pays. Il est le cépage presque exclusif de l'AOC Pomerol, et est prépondérant dans l'AOC Saint-Émilion.

#### Reste de l'Europe
En Italie, c'est essentiellement en Toscane, en Vénétie, au Frioul et dans le Latium qu'il s'épanouit. Il occupait 29 000 hectares en 1990.
En Suisse, il est depuis 2020 le deuxième cépage rouge le plus cultivé, avec 1 220 hectares, loin derrière le pinot noir mais désormais devant le gamay. Il est surtout présent dans le Tessin, où il a supplanté de nombreux cépages indigènes, passant de quelque 300 ha en 1991 à 889 ha en 2020. Il donne des vins moins puissants et plus clairs que dans le Bordelais.[réf. nécessaire]
En Europe de l'Est, il est cultivé en Bulgarie sur 9 500 hectares, en Hongrie sur 1 000 hectares, en Roumanie sur 10 000 hectares, en Moldavie, ou encore en Slovénie.

#### Aux États-Unis
Il est aujourd'hui cultivé aux États-Unis en Californie, à New York (Long Island) ainsi que dans l'État de la Virginie.
Comme le chardonnay et le cabernet-sauvignon, il fait partie des cépages que les producteurs et négociants californiens ont cherché le plus à adapter à leur culture et leur marché, à l'aide notamment du marketing, de la viticulture et de l'œnologie contemporaine. Des entreprises comme Gallo ou Mondavi ont eu depuis quarante ans un rôle de pionniers en matière d'industrialisation et de commercialisation.

#### Reste du monde
En Afrique du Sud, le Merlot est produit dans la région de Stellenbosch en assemblage bordelais avec le cabernet-sauvignon.
Le Chili produit des assemblages identiques, donnant des vins plus frais aux notes plus végétales.
Enfin, l'Australie produit aussi du Merlot dans la région de Margaret River tout comme la Nouvelle-Zélande dans la région d'Hawke's Bay.

### Variabilité génétique

#### Clones
La prospection a parcouru les vieilles vignes du vignoble de Bordeaux. Elle a abouti à la constitution d'une collection importante au domaine INRA de Vassal. (47 clones). La chambre d'agriculture de Gironde a créé quatre collections en 1958, 1966, 1988 et 1999 qui rassemblent 294 clones.
Dans ces collections, quinze clones ont été homologués pour la production. Les numéros 181, 182, 184, 314, 342, 343, 346, 357, 348, 349 et 519 sont les plus multipliés. La surface de vignes mères de greffons est en constante augmentation depuis les années 1980.

#### Métis
En 1981, l'INRA de Bordeaux Grand Parc a homologué l'arinarnoa N, cépage issu du métissage du merlot N et du petit verdot N. Non reconnu en AOC, ce cépage a été créé pour améliorer la qualité et la régularité de production dans les vignobles de vin de pays.
Le merlot blanc B n'est pas la forme blanche du merlot N, mais il est issu du métissage du merlot N et de la folle blanche B.

### Synonymes
Le merlot est connu aussi sous les noms suivants :
- bégney
- bigney
- bigney rouge
- crabutet
- langon
- médoc noir
- merlau
- merle petite
- merlô
- merlot noir
- merlott
- odzalesi
- petit Merle
- plant du Médoc
- plant Médoc
- Saint-Macaire
- sème de la Canau
- sème Dou Flube
- sémillon Rouge
- semilhoun rouge
- vitraille

## Caractéristiques ampélographiques

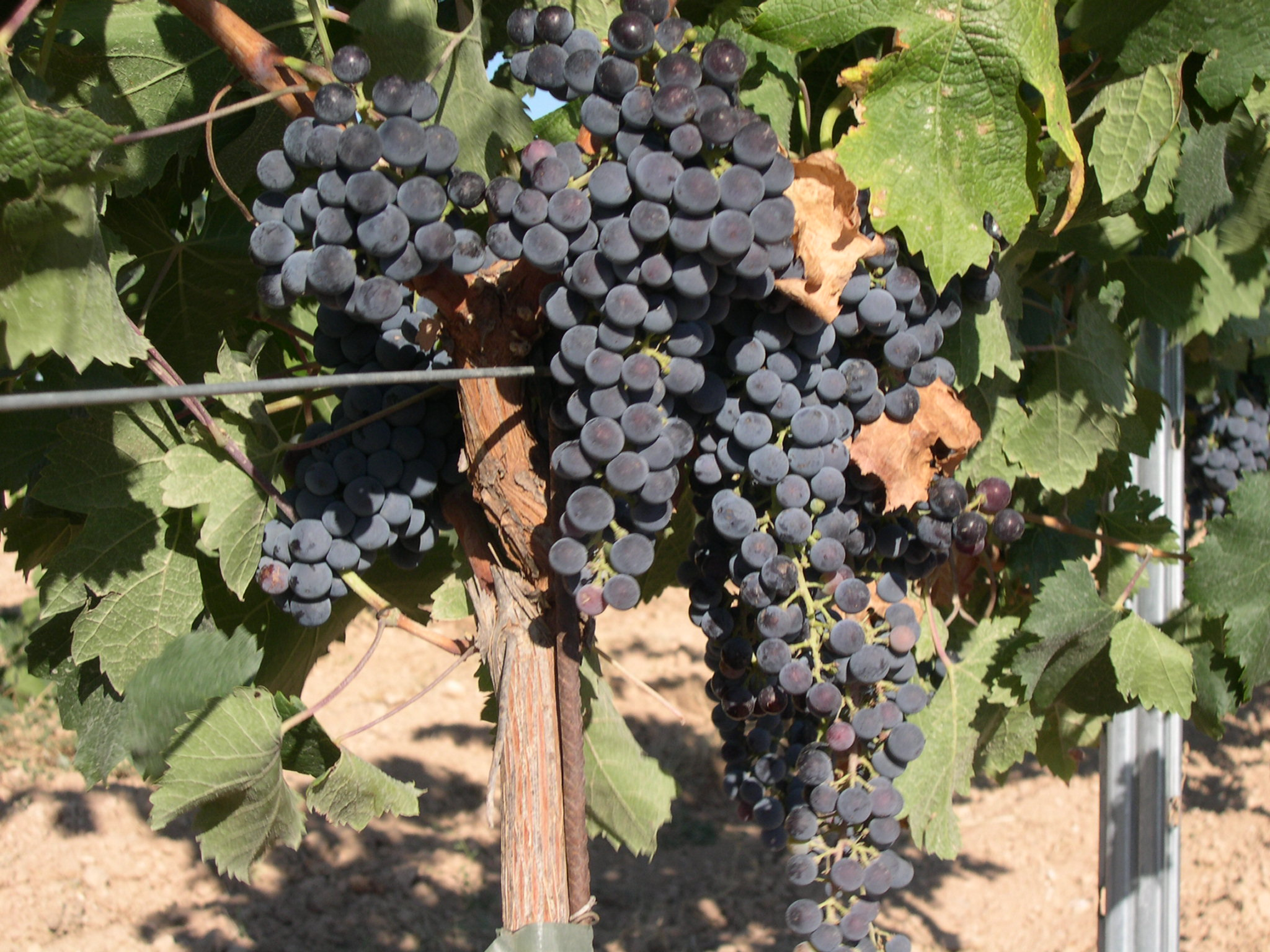
Grappes de merlot.

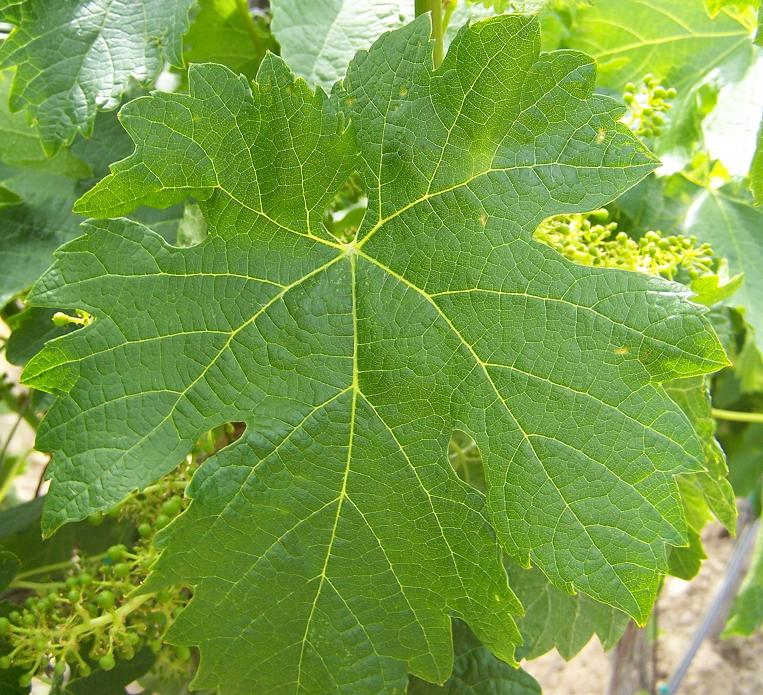
Feuille de merlot N.

Le bourgeonnement est cotonneux blanc à liseré rouge et les jeunes feuilles sont de couleur verte. Le rameau herbacé est de couleur uniforme.
Les feuilles adultes comportent cinq à sept lobes bien marqués, cunéiforme, de taille moyenne, vert foncé, à sinus pétiolaire en U, parfois bordé par la nervure. Le limbe est limité par des dents droites à convexes ; il est bullé, et gaufré.
Les grappes sont généralement ailées et moyennement grandes. Les baies sont moyennes et rondes.

## Aptitudes

### Culturales
Il est de deuxième époque, deux semaines et demie après le Chasselas B.
Il est vigoureux et émet des gourmands sur le bois. La production est moyenne à élevée, et nécessite d'être modérée par un éclaircissage les premières années. Il a un port retombant qui nécessite un bon palissage.
Il est bien adapté aux terres argileuse ou argilo-calcaires, tout en évitant les terres trop fertiles (excès de rendement) ou limoneuses (coulure importante). En règle générale, il doit être planté en terrain pas trop riche sur un porte greffe peu vigoureux.

### Sensibilité
Il est sensible à la carence en potassium, et moyennement à la chlorose. Il est sensible aux gelées printanières (précocité de débourrement) mais surtout à la sécheresse (nécessité d'un sol sans carence hydrique ou irrigué).
Il craint le mildiou, le black-rot et la pourriture grise de la grappe. Il extériorise moins les symptômes de maladies du bois (esca, eutypiose, flavescence dorée) que le cabernet, une raison parmi d'autres de l'augmentation de sa proportion dans l'encépagement bordelais.

### Aptitudes œnologiques
Cépage très en vogue, il doit son succès à un ensemble de qualités :
- Précocité : c'est un avantage pour la maturité lors des années à automne pluvieux.
- Production régulière, sauf année à exceptionnelle coulure.
- Facilité de culture : il supporte des sols variés ou des densités de 3 500 à 10 000 ceps par hectare.
- Relative résistance aux maladies du bois.
- Facilité de vinification : peu sensible à l'oxydation, aptitude à l'élevage en cuve ou en barrique.
- Facilité d'adaptation : il donne de bons vins partout où il est planté. Même en zone peu viticole, on peut en tirer un produit honorable.
- Il a des arômes bien caractérisés qui le font reconnaitre des non-initiés. Son nom a la notoriété d'une marque, raison de son succès en vin de cépage. Même s'il se conserve bien, il peut être bu rapidement.
- Il permet de produire des vins de soif, fruités, fins et colorés ou des vins de garde amples, structurés et complexes.
- Il peut être utilisé seul pour produire un vin de cépage ou en assemblage avec du cabernet-sauvignon ou du cabernet franc, il donne des vins amples et complexes, caractéristiques du Bordelais en général.

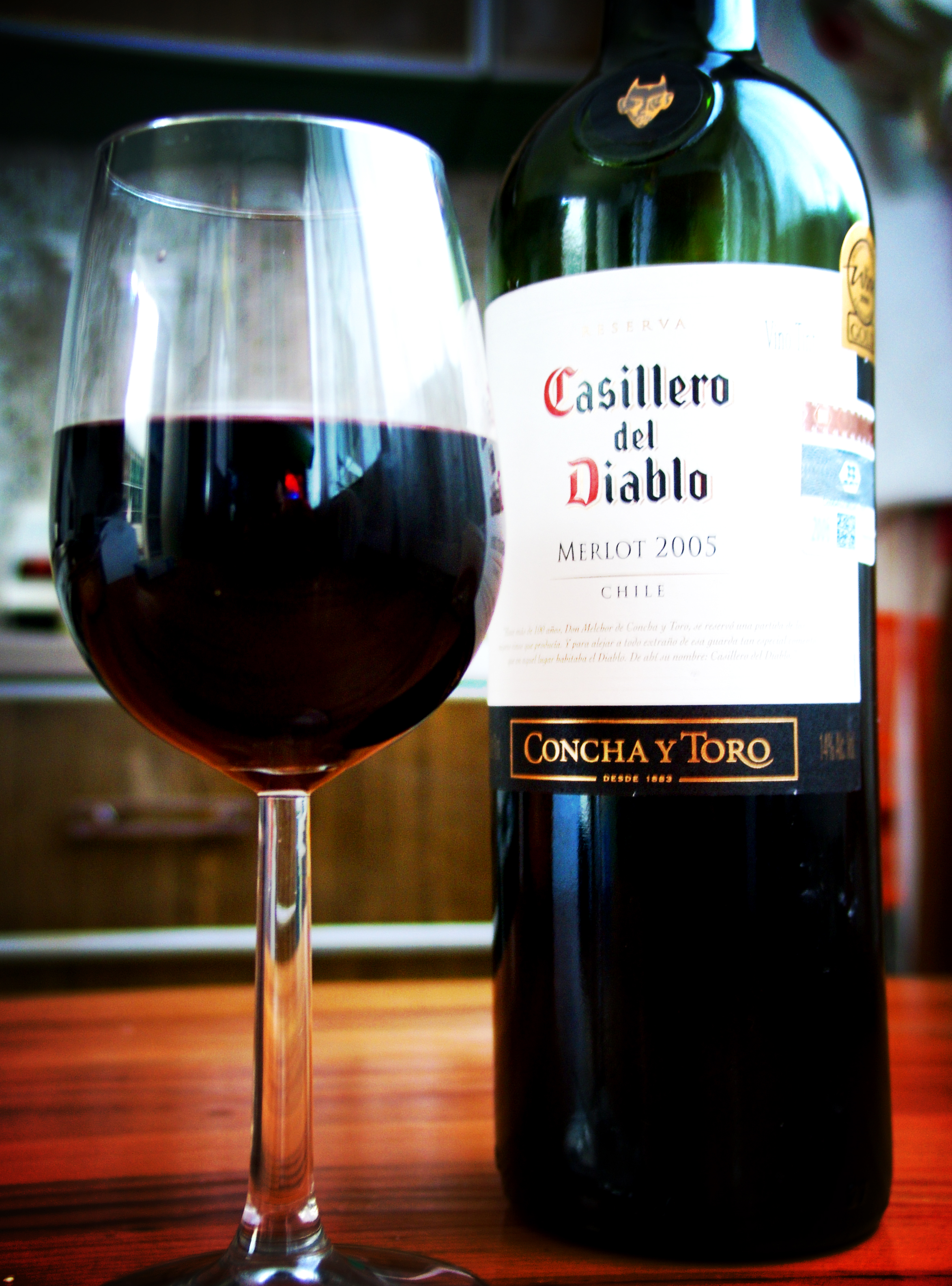
Merlot du Chili pourpre sombre.
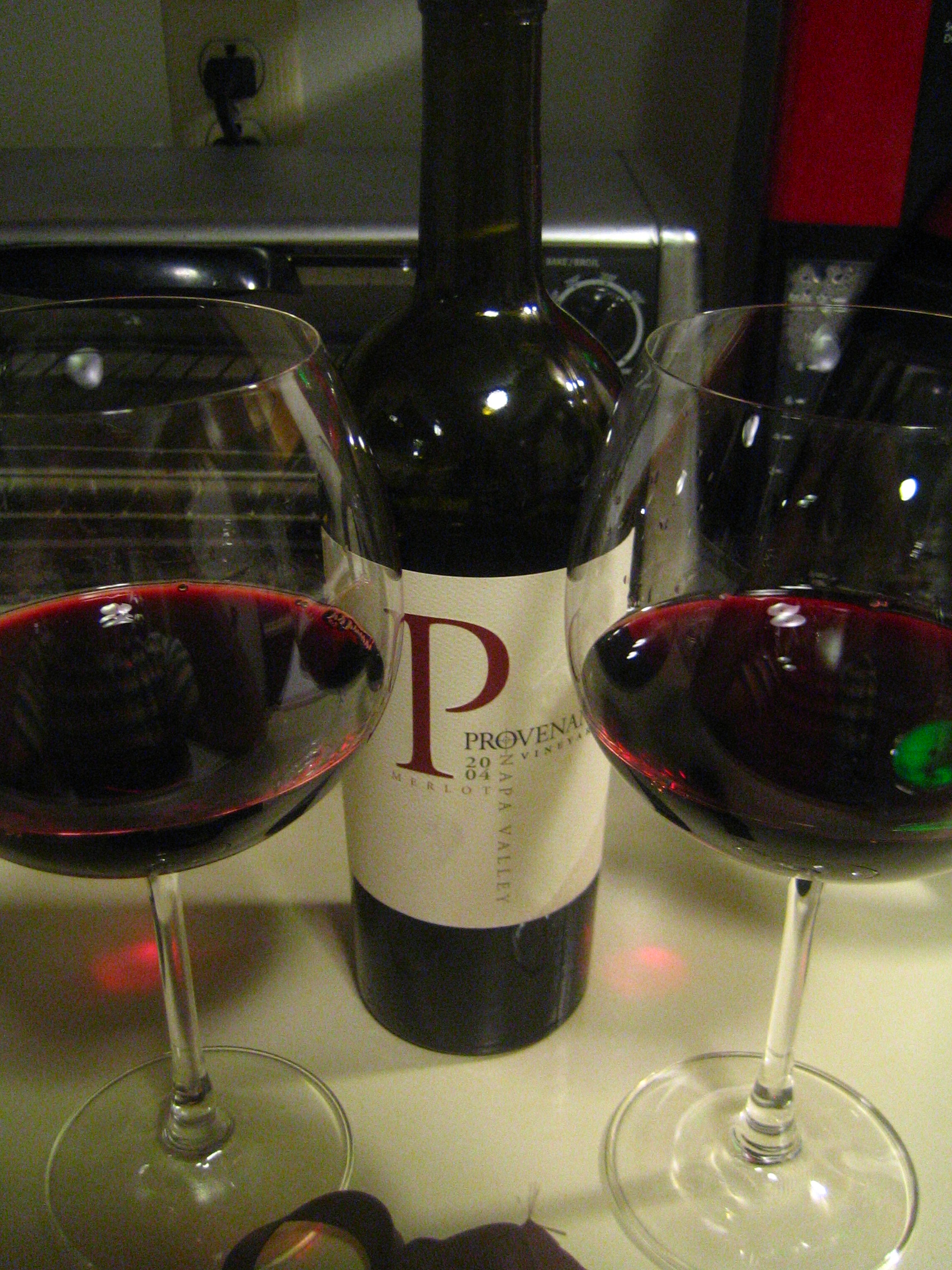
Merlot californien rouge violacé.
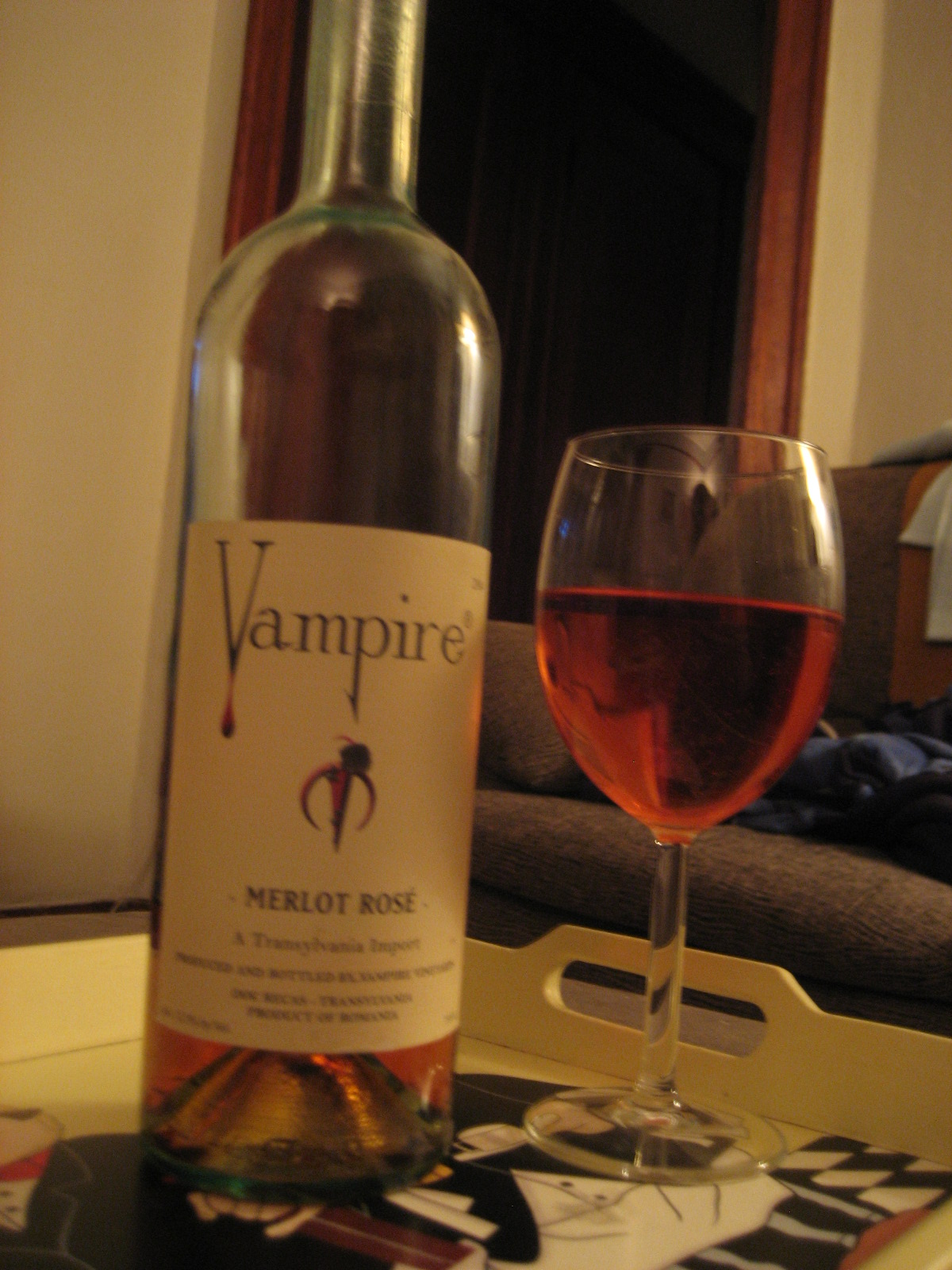
Merlot rosé de Roumanie.